# Antonio Rattín
Antonio Ubaldo Rattín (født 16. maj 1937 i Tigre, Argentina) er en tidligere argentinsk fodboldspiller, der spillede som midtbanespiller. Han tilbragte hele sin aktive karriere, mellem 1956 og 1970 hos Boca Juniors i Buenos Aires. Her var han med til at vinde fire argentinske mesterskaber.
Rattín spillede mellem 1959 og 1969 34 kampe og scorede ét mål for Argentinas landshold. Han deltog ved VM i 1962 og VM i 1966 samt ved Copa América 1967.

## Titler
Primera División de Argentina
- 1962, 1964, 1965 og 1969 (Nacional) med Boca Juniors